# Aspila rhexiae
Aspila rhexiae là một loài bướm đêm trong họ Noctuidae.